# Тангтонг Г'ялпо
Тангтонг Г'ялпо (тиб. ཐང་སྟོང་རྒྱལ་པོ་, Вайлі: thang stong rgyal po; 1385—1464 або 1361—1485), відомий також як Друбтхоб Чакзампа (lcags zam pa) і Цундру Зангпо (brtson 'grus bzang po) — буддійський учитель, всебічний вчений і йог, який досяг успіху як лікар, архітектор, інженер, коваль і поет.
Він відомий тим, що спроектував і побудував 58 залізних підвісних мостів по всьому Тибету і Бутану, деякі з яких використовуються досі. За його проектом були побудовані великі ступи незвичайного дизайну, зокрема великий Кумбум в Чунг Рівоче. Він заснував монастир Гонгчен в Деге. Він поклав початок тибетській опері. Він асоціював себе з буддійськими школами Шангпа Каг'ю, Ньїнґма і Сак'я.
Всюди він ініціював активну діяльність по будівництву монастирів і ступ, а також повсюдний видобуток заліза для будівництва мостів.

## Біографія
Тангтонг Г'ялпо народився в Олпа Лхарце у верхньому Цангу в 1385 році (дерева і бика).
Все життя він вів активну діяльність у різних місцях, сприяючи розвитку науки, культури і буддійського вчення.
Він став особливо знаменитий, заснувавши тибетську оперу Аче Лхамо, і розгорнувши широкомасштабне будівництво залізних підвісних мостів по всіх Гімалаям. Для того, щоб зібрати гроші на будівництво мостів, він створив трупу пісні і танців, в якій брали участь сім сестер.
Тангтонг Г'ялпо довгий час жив в Деге, де заснував великий монастир Гонгчен школи Сак'я, при якому була відкрита друкарня, яка стала найбільшою тибетською друкарнею на багато століть.
Тангтонг Г'ялпо обладнав дорогу через країну Конгпо, населену плем'ям Ло, звідти він доставляв залізо для будівництва мостів і проходів для тибетських паломників, які прямували в Царі, на південний схід від Дакпо біля індійського кордону.
Традиція звела його в ранг святого-покровителя театру, якого також називали «безумець з Порожньої країни» (lang-ston smyon-pa). Під час театральних постановок посередині сцени споруджується вівтар, на якому сидить Тангтонг Г'ялпо у вигляді старого з білою бородою, якому всі вклоняються.
Вважається, що він побудував 108 ланцюгових мостів із заліза та 118 переправ через річки, найзнаменитіша переправа через річку Ярлунг Цангпо біля міста Чушул. Його зображують також як старця з сивим волоссям, який з'єднує елементи ланцюга для моста.
Один з його підвісних мостів через річку Ярлунг Цангпо за 65 км від Лхаси існував до 1948 року, однак вимагав ремонту і перестав використовуватися, а на його місці була обладнана переправа. Пізніше в 100 метрах від нього було побудовано новий міст. За описом, основними елементами моста служили два товстих ланцюга, прикріплені до міцних дерев'яних балок, що кріпляться на колонах. На ланцюги були натягнуті секції чотириметрових мотузок, до яких прикріплювалися дерев'яні дощечки розміром 1 м x 30 см, такий міст був розрахований на одну людину. Міст був завдовжки сто кроків.
На південь від моста Цангпо Тангтонг Г'ялпо побудував монастир Чаксам Чуво Рі, де він проживав в центральному корпусі. У монастирі проживало 100 ченців, які жили на плату за переправу через міст. Тут же був побудований кумбум — великий витончений чортен, в залах якого були виставлені реліквії. Кумбум не зберігся.
Його ученицею була Дордже Паґмо (1422—1455) Чокі Дронма, яку він зміг розпізнати за божественими пророченнями.
Він заснував свою підшколу всередині школи Шангпа Каг'ю (shangs pa bka 'brgyud). З комбінації Шангпа Каг'ю і Джангтера (Byang gter) він створив синкретичну традицію Чакзампа (lCags zampa).

## Перебування в Бутані

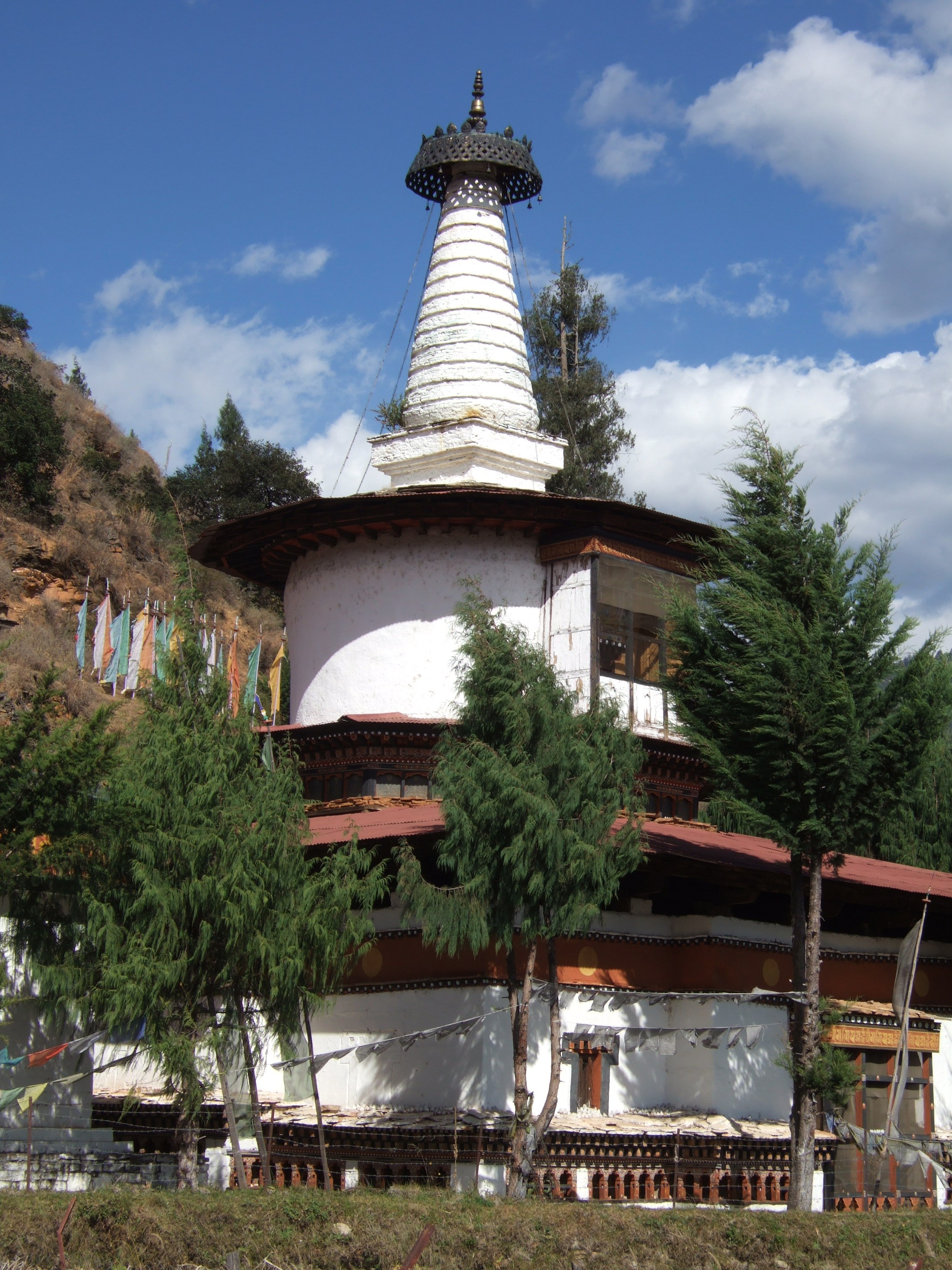
Дунце-лакханг, побудований Тангтонгом Г'ялпо в Паро

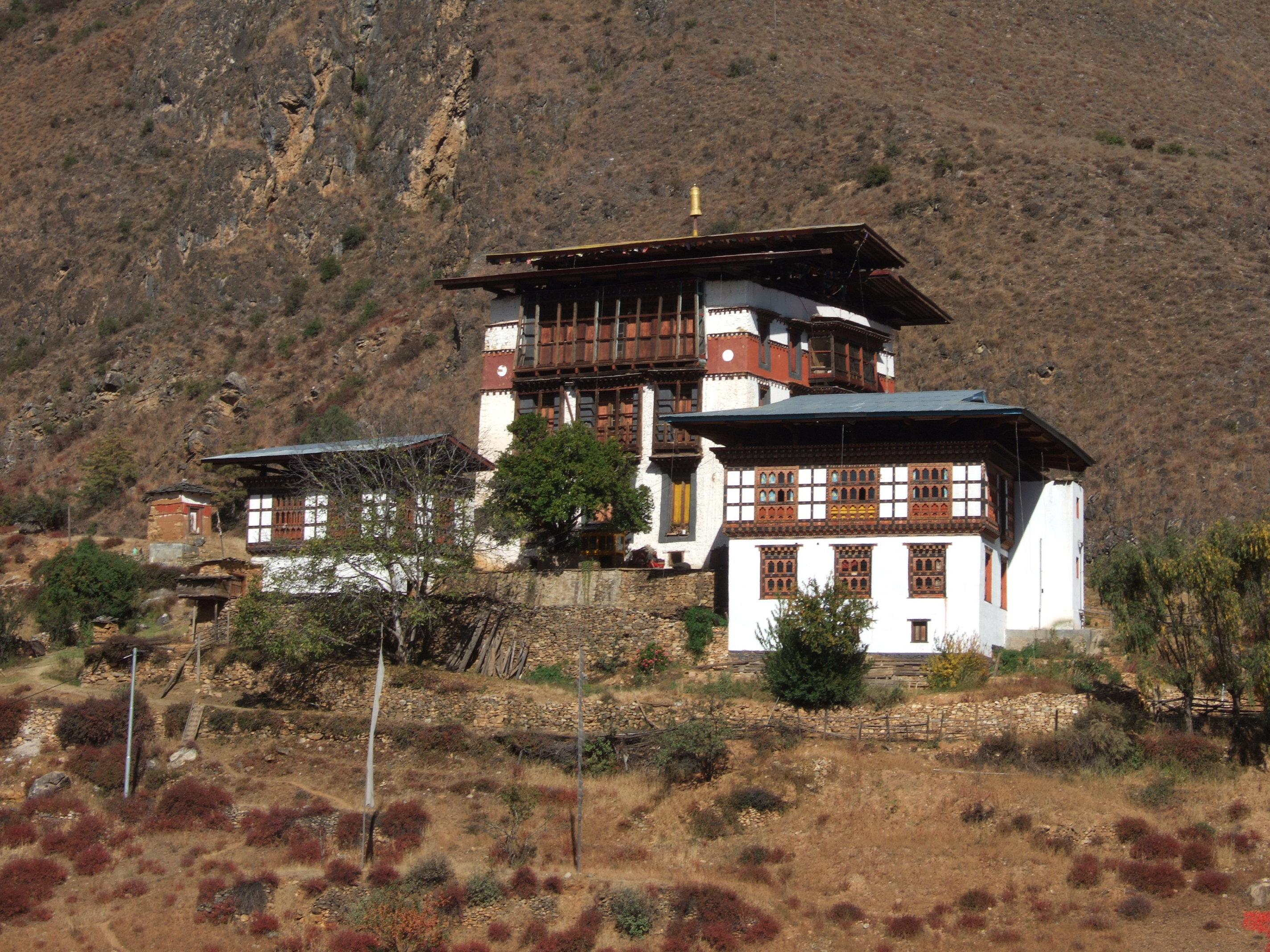
Тачог-лакханг — монастир, заснований Тангтонгом Г'ялпо

У 1433 році Тангтонг Г'ялпо з учнями попрямували в Пхарі біля бутанського кордону, звідти — в Паро в Бутані, в монастир Таксанг-лакханг. Тут він виконав ритуал Ваджракілаї і мав бачення, на підставі якого він сформулював уявлення про вісім класів ідамів Херука (sgrub pa bka 'brgyad) і відповідних медитаціях, присвячених Ваджракумару.
Йому з'явився дев'ятиголовий змій (нага), який охороняв печеру Таксанг-лакханг, і пояснив, що йому Падмасамбхава передав сувій, який необхідно було відшукати. Він зміг знайти священний твір довжиною в десять людських тіл, який було заховано під скелею.
Проаналізувавши геомантичні властивості гір навколо Таксанг-лакханга, він виявив, що хребет має форму чорної змії, голова якої впирається в долину річки Паро-Чу. Там, де у змії ніс, він побудував монастир Дунце-лакханг у формі ступи, і оголосив, що тепер всі хвороби від злих духів придушені і долина вільна від прокази.
Прибувши в місцевість Пхурдо, він побачив п'ятикольорову веселку, на якій сиділи будди Амітабха, Авалокітешвара і Падмасамбхава. Він оголосив це місце святим, подібно палацу Потала в Лхасі. У Тамчогангу, біля підніжжя гори Пхурдо, він заснував монастир Тачог-лакханг, і представив в ньому священні образи тіла, мови і розуму Будди. Цим храмом, що знаходиться навпроти дороги з Паро, за 5 км перед Чудзомом, досі керують настоятелі з його нащадків.
Він попрямував у Драванг Тенгчін, в якому заможний землевласник Олаг доручив йому організувати водопостачання, з чим він успішно впорався, організувавши підведення води для будинків, стада і іригації.
Далі він прибув до Ґопхоґ і попрохав у лами Г'ялцхена допомогти йому дістати велику кількість заліза. Той попросив його обґрунтувати, навіщо йому потрібно так багато заліза, обіцяючи дати сто злитків. Тоді Тангтонг Г'ялпо попрохав принести валун біля мосту, розколов його, тицьнувши в нього пальцем, і показав скорпіона, який сховався всередині, і безліч щойно народившихся скорпіончиків. Він помолився, і скорпіони зникли, перетворившись на веселку. Він пояснив, що в процесі самадхі послав скорпіонів у Сукхаваті.
У Вундул Шарі він піднявся на високу круту скелю, недоступну для сходження, де пробув близько місяця. Тангтонг Г'ялпо сказав, що печери в скелі подібні місцевості Ташігоманг і подібні країні Шамбала на півночі.
Далі він добував залізо в різних районах і займався будівництвом і ремонтом залізних мостів. При цьому він відвідував долину Хаа.
Потім Тангтонг Г'ялпо повернувся в Тибет у Дромо Дордже Гур.
Звідти він поїхав в Тхімпху, де побудував залізний міст у Бардронгу. У районі Руед і Кунзанглінг лама Тучен знайшов для нього 250 злитків заліза.
Він також побудував монастир Чівотокха-лакханг в районі Шар.
Зібране залізо він відвіз в Паро і розподілив по селах роботу для ковалів по виковуванню елементів залізних ланцюгів.
Через три місяці він мав вже 7000 залізних ланок, молотків і виливок. У Кевангпхуґу і навколо нього Тангтонг Г'ялпо побудував кілька ступ для підпорядкування духів в цих районах. При цьому було споруджено багато мостів, а також зображень Будд, ступ, медитаційних центрів, і підготовлено чимало сувоїв творів.
З тисяча чотирмастами возами, навантаженими залізом по п'ятдесят злитків в кожному, Тангтонг Г'ялпо вирушив назад у Пхарі. Для нього також спорядили 700 возів з чорнилом, папером та іншим начинням.

## Смерть
Згідно з традицією, Тангтонг Г'ялпо покинув своє тіло і попрямував до небес на 125-ий рік свого життя в монастирі Рівоче.